# Чемпионат мира по волейболу среди девушек 2019
XVI чемпионат мира по волейболу среди девушек проходил с 5 по 14 сентября 2019 года в Каире с участием 20 команд, составленных из игроков не старше 2002 года рождения. Победителем чемпионата стала сборная США.

## Квалификация
| Турнир                                | Дата                         | Место проведения | Команды                                        |
| ------------------------------------- | ---------------------------- | ---------------- | ---------------------------------------------- |
| Команда страны-организатора           | 2018                         | Лозанна          | Египет                                         |
| Чемпионат Европы среди девушек        | 13-21 апреля 2018            | София            | Россия Италия Турция Болгария Румыния Беларусь |
| Чемпионат Азии среди девушек          | 20-27 мая 2018               | Накхонпатхом     | Япония Китай Таиланд Республика Корея          |
| Чемпионат Южной Америки среди девушек | 8-12 июля 2018               | Вальедупар       | Аргентина Перу Бразилия                        |
| Африканские юношеские игры            | 18-23 июля 2018              | Алжир            | Камерун1 ДР Конго1                             |
| Чемпионат NORCECA среди девушек       | 25 августа — 2 сентября 2018 | Тегусигальпа     | США Канада                                     |
| Панамериканский Кубок среди девушек   | 21-26 мая 2019               | Дуранго          | Пуэрто-Рико Мексика                            |

1.↑ Команды-дебютанты турнира.
Жеребьёвка состоялась 1 июля 2019 года в Каире.

## Арена
Каир: Cairo Stadium Indoor Halls Complex (вмещает 20 000 зрителей).